# Мерінешть (Флорештський район)
Мерінешть (рум. Mărinești) — село у Флорештському районі Молдови. Входить до складу комуни, адміністративним центром якої є село Чутулешть.

## Населення
За даними перепису населення 2004 року у селі проживала 21 особа.
Національний склад населення села:
| Національність | Кількість осіб | Відсоток |
| -------------- | -------------- | -------- |
| молдавани      | 12             | 57,1%    |
| українці       | 9              | 42,9%    |
| Всього         | 21             | 100%     |